# Programa Conjunt de les Nacions Unides sobre el VIH/sida

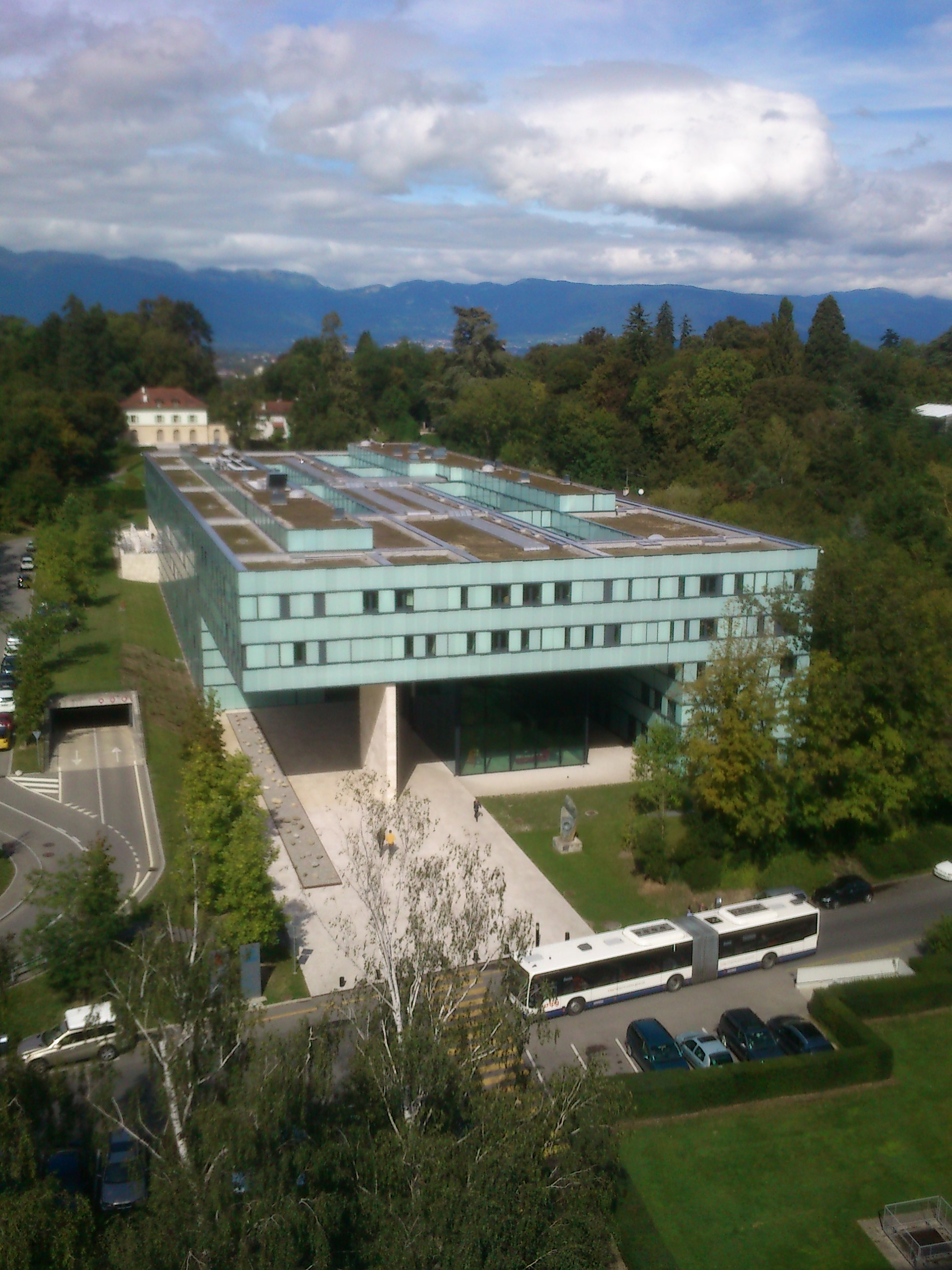
Edifici de la seu de l'ONUSIDA a Ginebra, Suïssa

El Programa Conjunt de les Nacions Unides sobre el VIH/sida (més conegut per l'acrònim ONUSIDA) és un programa de les Nacions Unides destinat a coordinar les activitats dels diferents organismes especialitzats de l'ONU en la seva lluita contra la sida. És citat sovint per les seves sigles en anglès, UNAIDS.
Amb seu a Ginebra (Suïssa), l'actual director executiu és el Dr Michele Sidibé.

## Agències de l'ONU que treballen amb ONUSIDA
- Oficina de l'Alt Comissionat de les Nacions Unides per als Refugiats ACNUR
- Fons de les Nacions Unides per a la Infància UNICEF
- Programa Mundial d'Aliments PMA
- Programa de les Nacions Unides per al Desenvolupament PNUD
- Fons de Nacions Unides per la Població UNFPA
- Oficina de Nacions Unides contra la Droga i el Delicte UNODC
- Organització Internacional del Treball OIT
- Organització de les Nacions Unides per l'Educació, la Ciència i la Cultura UNESCO
- Organització Mundial de la Salut OMS
- Banc Mundial